# Bison (geslacht)

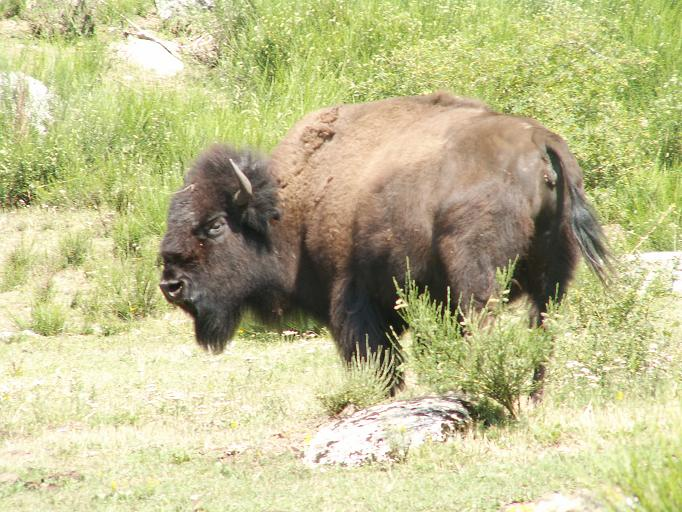
Amerikaanse bizon

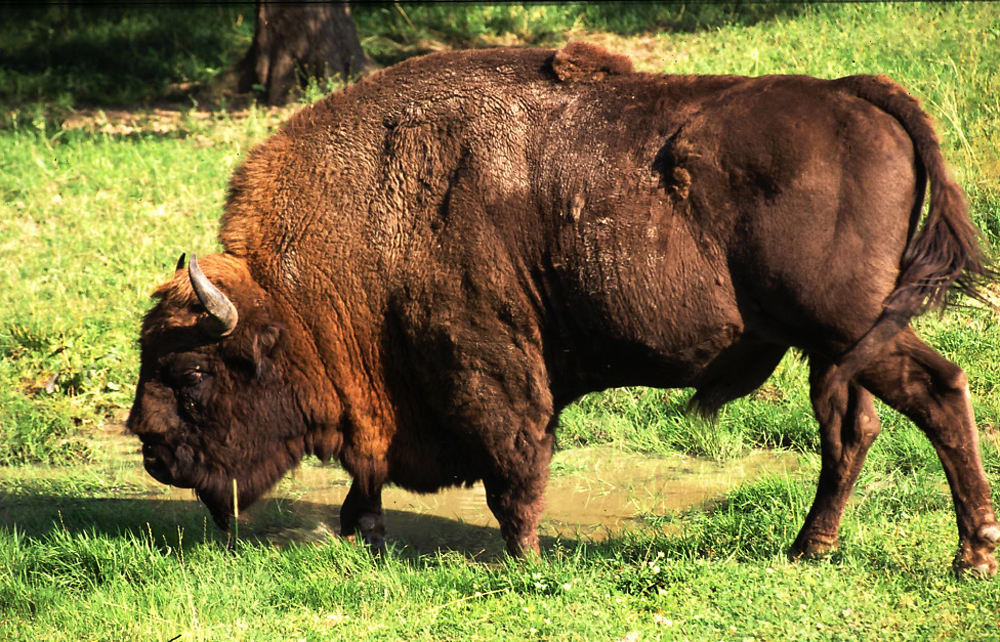
Wisent

Bison is een geslacht uit de familie van de holhoornigen (Bovidae). Het geslacht omvatte oorspronkelijk zes soorten van grote evenhoevige zoogdieren. Twee soorten bestaan nog: de Amerikaanse bizon (Bison bison) en de wisent of Europese bizon (Bison bonasus).

## Beschrijving
Dit drie meter lange dier heeft echte hoorns, die zijn samengesteld uit een beenpit met daarover een hoornschede, in een enkelvoudige rechtopstaande vorm. Bij beide seksen zijn deze aanwezig. Geslachtsrijpe stieren zetten hun hoorns in voor zowel gevechten als voor vertoon ten opzichte van het andere geslacht. De onderkaak bevat spatelvormige snijtanden, die in de bovenkaak ontbreken. De kiezen zijn hoogkronig.

## Soorten
De zes soorten zijn:
- †Bison antiquus
- Bison bison – Amerikaanse bizon
- Bison bonasus – Wisent of Europese bizon
- †Bison latifrons
- †Bison occidentalis
- †Bison priscus